# Elongatomerionoeda venusta
Elongatomerionoeda venusta là một loài bọ cánh cứng trong họ Cerambycidae.